# Besso
De Besso is een 3667 m hoge berg in de Walliser Alpen in Zwitserland.
De naam Besso betekent 'tweeling' in het dialect van de Val d'Hérens en verwijst naar de tweeling-toppen van de berg. De berg is waarschijnlijk voor het eerst beklommen in 1862 door de gidsen J.B. Epinay en J. Vianin. De klassieke route op de berg - de zuidwestkant (PD+) - is, mogelijk, voor het eerst beklommen door R.L.G. Irving in 1906.
De Grand Mountet-hut (2886 m) wordt gebruikt voor de normale route, die bekendstaat als de 'Ladies' Route' (Vrouwenroute).